# Sistem senzorial

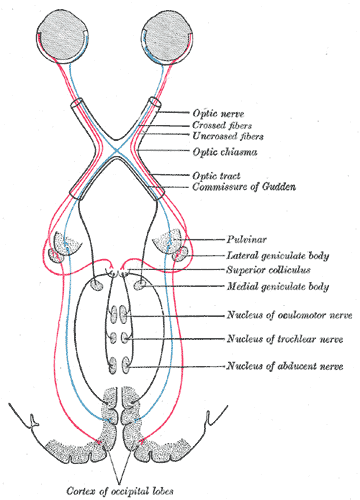
Sistemul vizual

Sistemul senzorial cuprinde organe care recepționează diferiți excitanți din mediul înconjurător, care sub forma de impulsuri bioelectrice este transmis de la receptor pe traiectul nervilor la sistemul nervos central care poate fi măduva spinării sau creierul. Transformarea excitantului din afară la nivelul organului receptor într-un impuls nervos are loc prin o serie de procese fizico-chimice, fiind apoi din nou interpretat la nivel central.
Acești excitanți pot fi fizici ca: lumina, sunetul, presiunea, temperatura, câmpul electric, câmpul magnetic sau excitanți de natură chimică.
Receptorii sistemului senzorial se află în organe specializate numite organe de simț sau analizatori ca: ochiul, nasul, urechea, gura cu cavitatea bucală și pielea.